# 古钩藤
古钩藤（学名：Cryptolepis buchananii）为萝藦科白叶藤属下的一个种。